# 132 Dywizja Strzelecka (ZSRR)
132 Dywizja Strzelecka (ros. 132-я стрелковая дивизия) – związek taktyczny (dywizja) Armii Czerwonej.
Sformowana w 1939, w Ukraińskiej SRR. Bazowała się w obwodzie połtawskim. Po niemieckiej agresji („Barbarossa”) przesunięta na Białoruś, gdzie odpierała ataki wojsk pancernych H. Guderiana, ponosząc ciężkie straty. W 1943, 132 Dywizja wyzwoliła Bachmacz i Konotop, następnie walczyła w Polsce, wojnę zakończyła na Pomorzu.